# HS.30
HS.30 (нем. Schützenpanzer Lang HS.30, Schützenpanzer 12-3 (сокр. SPz-12-3)) — бронетранспортёр Бундесвера.
Поступил на вооружение Бундесвера в 1958 году. Посадка/высадка десанта осуществлялась сверху через люки в крыше корпуса. В период с 1958 по 1962 годы произведено 2167 SPz 12-3 в разных вариантах исполнения, командирских машин, транспортёров боеприпасов, пусковых установок ПТУР SS.11.
Масса машины составляла 14 600 кг, максимальная скорость доходила до 58 км/ч. Машина обеспечивала транспортировку пяти десантников + экипаж самой машины из трех человек. Вооружена 20 мм автоматической пушкой Hispano-Suiza HS.820 под патрон 20×139 мм и пулеметом MG3, бензиновый двигатель Rolls-Royce B81 Mk 80F мощностью 220 л. с.
Начиная с 1974 года боевая машина пехоты Marder заменила HS.30 в Сухопутных войсках ФРГ.